# Doyen de Newcastle

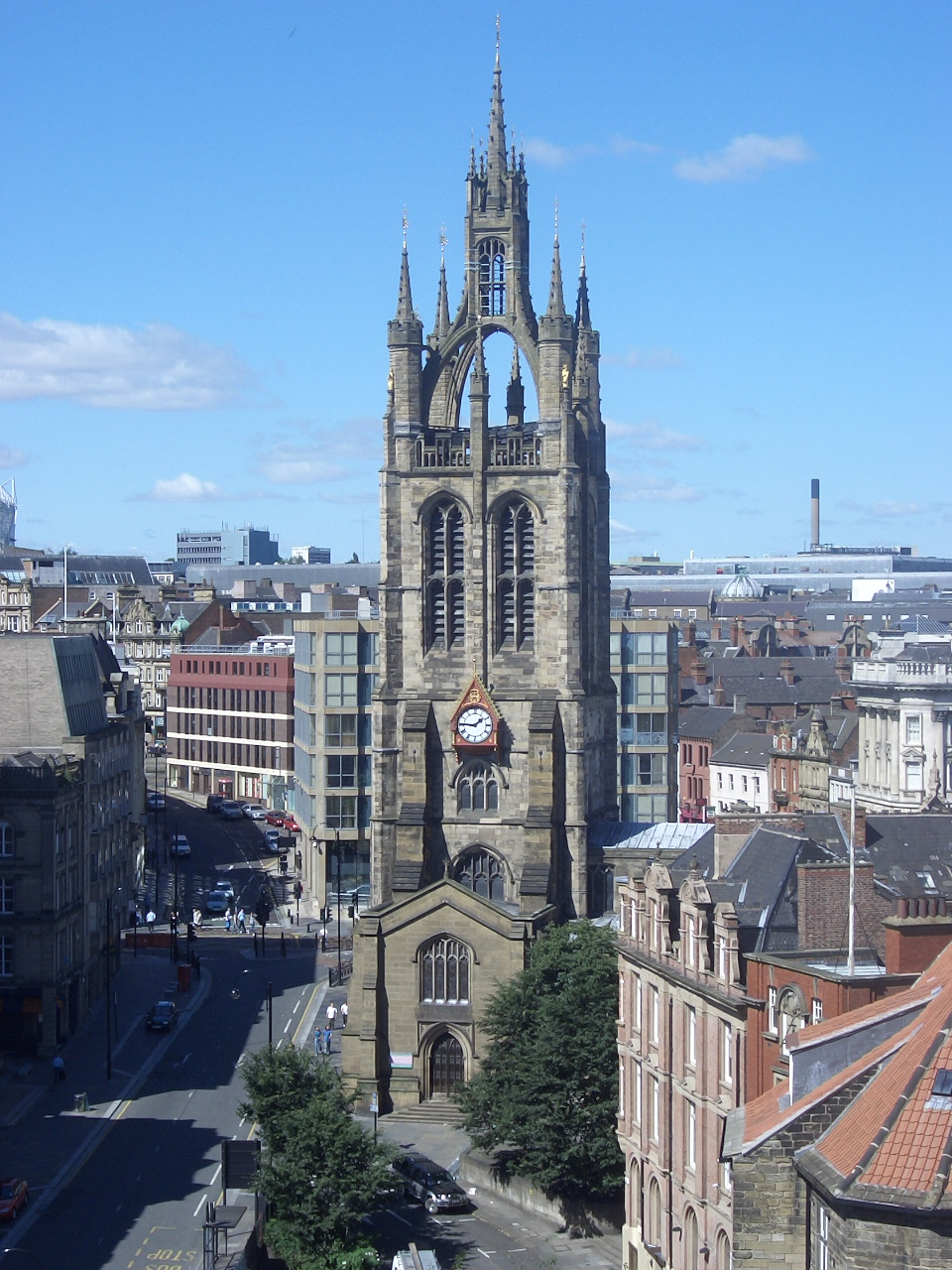
Cathédral de Newcastle

Le doyen de Newcastle (Dean of Newcastle en anglais) est le président primus inter pares du chapitre des chanoines, instance dirigeant de la cathédrale de Newcastle. Le doyen et le chapitre sont basés à la Cathedral Church of Saint Nicholas à Newcastle upon Tyne. Avant 2000, le poste était dénommé provost, ce qui était alors l'équivalent d'un doyen dans la plupart des cathédrales anglaises. La cathédrale est l'église mère du diocèse de Newcastle et siège de l'évêque de Newcastle. 

## Liste des doyens

### Provosts
- 1931–1938 John Bateman-Champain
- 1938–1947 George Brigstocke
- 1947–1962 Noel Kennaby
- 1962–1976 Clifton Wolters
- 1976–1989 Christopher Spafford
- 1990–août 2001[1] Nicholas Coulton (devenu Doyen)

### Deans
- août 2001–2003 Nicholas Coulton
- 2003–2018 Chris Dalliston[2]
- 20 janvier 2018-présent Geoff Miller (intérimaire)[3]